# Acraea tricolor
Acraea tricolor är en fjärilsart som beskrevs av Van Someren 1936. Acraea tricolor ingår i släktet Acraea och familjen praktfjärilar. Inga underarter finns listade i Catalogue of Life.